# Kei Yamaguchi
Kei Yamaguchi (山口 慶, Yamaguchi Kei) est un footballeur japonais né le 11 juin 1983. Il évolue au poste de milieu de terrain.

## Biographie
Kei Yamaguchi participe à la Coupe du monde des moins de 20 ans 2003 avec le Japon. Il dispute un match lors de cette compétition.
En club, il joue en faveur du Nagoya Grampus puis du JEF United Ichihara Chiba.

## Palmarès
- Finaliste de la Coupe du Japon en 2009 avec le Nagoya Grampus